# Liouville-functie
De Liouville-functie, aangeduid met {\displaystyle \lambda (n)} en genoemd naar de Franse wiskundige Joseph Liouville, is een  functie in de getaltheorie die verband houdt met het aantal priemdelers van het positieve natuurlijke getal {\displaystyle n}.

## Definitie
Laat {\displaystyle n} een positief natuurlijk getal zijn en {\displaystyle \Omega (n)} het aantal priemfactoren van {\displaystyle n}, dan is de Liouville-functie gedefinieerd door:
{\displaystyle \lambda (1)=1}
en voor {\displaystyle n>1}
{\displaystyle \lambda (n)=(-1)^{\Omega (n)}}
Het aantal priemfactoren {\displaystyle \Omega (n)} van {\displaystyle n} kan afgelezen uit de (rij). 
Meervoudige factoren worden in {\displaystyle \Omega (n)} ook meervoudig geteld; bijvoorbeeld is {\displaystyle \Omega (12)=3}, want 12 = 2×2x3 en de priemdeler 2 wordt tweemaal geteld. Dus is {\displaystyle \lambda (12)=(-1)^{3}=-1}. Voor {\displaystyle n=13} geldt {\displaystyle \Omega (13)=1} omdat 13 een priemgetal is, en dus is ook {\displaystyle \lambda (13)=-1}, zoals voor alle priemgetallen.
De Liouville-functie neemt slechts de waarden +1 en -1 aan, afhankelijk ervan of het argument een even of een oneven aantal priemdelers (meervoudig geteld) heeft.

## Verband met de Riemann-zèta-functie
De Riemann-zèta-functie {\displaystyle \zeta (s)}, waarin {\displaystyle s} een complex getal is met reëel deel > 1, wordt gedefinieerd als:
{\displaystyle \zeta (s)=\sum _{n=1}^{\infty }{\frac {1}{n^{s}}}=\prod _{p{\text{ priem}}}{\frac {1}{1-p^{-s}}}}
Hieruit volgt de volgende gelijkheid:
{\displaystyle {\frac {\zeta (2s)}{\zeta (s)}}=\prod _{p{\text{ priem}}}{\frac {1}{1+p^{-s}}}=\sum _{n=1}^{\infty }{\frac {\lambda (n)}{n^{s}}}}

## Sommering

Grafiek van tot 10^{7}. In dit gebied is het vermoeden van Pólya nog geldig.

Stel: {\displaystyle L(n)=\sum _{k=1}^{n}\lambda (k)}. Dit is dus de som van de waarden van de Liouville-functie van 1 tot en met {\displaystyle n}.
{\displaystyle L(n)} geeft het verschil aan tussen het aantal getallen van 1 tot en met {\displaystyle n} met een even aantal priemdelers en het aantal met een oneven aantal priemdelers.
George Pólya formuleerde in 1919 het vermoeden, dat {\displaystyle L(n)\leq 0} voor alle {\displaystyle n\geq 2}. Dit vermoeden is later echter ontkracht; C.B. Haselgrove bewees in 1958 dat er oneindig veel gehele getallen {\displaystyle x} zijn waarvoor {\displaystyle L(x)>0} is. Het kleinste getal waarvoor het vermoeden van Pólya niet geldt, blijkt 906150257 te zijn.
L kan zeer grote negatieve en positieve waarden aannemen; zo berekenden Borwein, Ferguson en Mossinghoff met een computercluster van dual-core PowerMac G5s dat L(176064978093269) = −17555181 en L(351753358289465)=1160327. Het is echter nog een open vraag, of {\displaystyle L(n)} al dan niet een oneindig aantal malen van teken verandert.
Een verwante som is
{\displaystyle M(n)=\sum _{k=1}^{n}{\frac {\lambda (k)}{k}}}.
Hiervan werd aanvankelijk vermoed, dat {\displaystyle M(n)} vanaf een voldoend grote {\displaystyle n}, steeds positief is. Als dat waar zou zijn, zou hieruit de Riemann-hypothese volgen. Maar in 1958 bewees Haselgrove, dat er oneindig veel getallen zijn waarvoor {\displaystyle M(n)} negatief is.